# Тесовище
Тесовище (на сръбски: Тесовиште или Tesovište) е село в община Враня, Пчински окръг, Сърбия.

## Население
- 1948 – 271 жители
- 1953 – 295 жители
- 1961 – 264 жители
- 1971 – 197 жители
- 1981 – 143 жители
- 1991 – 93 жители
- 2002 – 61 жители – всички сърби